# Frank Gorman
Frank Gorman (n. 11 noiembrie 1937, New York City, New York, SUA) este un săritor în apă ce a reprezentat Statele Unite ale Americii, medaliat olimpic. A participat la o ediție a Jocurilor Olimpice (1964) în care a câștigat o medalie de argint.

## Participări
Lista de mai jos prezintă principalele competiții la care a participat Frank Gorman de-a lungul carierei.
- diving at the 1964 Summer Olympics – men's 3 metre springboard[*]